# Mr. McMahon (miniserie)
Mr. McMahon es una miniserie documental que explora la influyente pero controvertida carrera del promotor de lucha libre profesional Vince McMahon. Está dirigida por Chris Smith, quien trabajó en Tiger King, con el productor ejecutivo Bill Simmons y Zara Duffy, reconocida por sus contribuciones a Mission Blue. La serie documental contó con numerosas figuras destacadas del mundo de la lucha libre profesional, incluidos Hulk Hogan, Triple H, Shawn Michaels, Stone Cold Steve Austin, Paul Heyman, Bret Hart, Eric Bischoff, Shane McMahon y Stephanie McMahon. También incluyó personalidades de los medios como la empresaria Kay Koplovitz, el periodista de lucha libre profesional Dave Meltzer y otras personas clave, que brindaron una amplia gama de perspectivas sobre la carrera y el legado de McMahon. Esta es la primera serie documental extensa centrada en McMahon.
Los seis episodios de la serie se estrenaron el 25 de septiembre de 2024 en Netflix.

## Antecedentes y lanzamiento
La producción de Mr. McMahon fue moldeada por una extensa investigación, entrevistas y la recopilación de más de 200 horas de material. Dirigida por Chris Smith y Zara Duffy como productora ejecutiva, la serie tuvo como objetivo proporcionar una exploración en profundidad de la carrera y el legado de Vince McMahon. Se realizaron entrevistas con McMahon, su familia, socios comerciales, personalidades de la lucha libre y periodistas; sin embargo, la producción detuvo más entrevistas con McMahon luego de que surgieran acusaciones de conducta sexual inapropiada.
La serie se estrenó el 25 de septiembre de 2024 a las 3:01 a. m. (horario del Este), en la plataforma de transmisión Netflix. El tráiler se lanzó el 5 de septiembre de 2024.

## Reparto
- Vince McMahon (fundador, expresidente de la junta directiva de la WWE)

con
- Tony Atlas (miembro del Salón de la Fama de la WWE)
- Stone Cold Steve Austin (miembro del Salón de la Fama de la WWE)
- Eric Bischoff (productor ejecutivo [1993-1994]/vicepresidente ejecutivo de World Championship Wrestling, miembro del Salón de la Fama de la WWE)
- Booker T (comentarista en color, NXT, miembro del Salón de la Fama de la WWE)
- John Cena
- Bob Costas (locutor deportivo, NBC Sports)
- Bret Hart (miembro del Salón de la Fama de la WWE)
- Jimmy Hart (miembro del Salón de la Fama de la WWE)
- Paul Heyman (expropietario de Extreme Championship Wrestling, miembro del Salón de la Fama de la WWE)
- Hulk Hogan (miembro del Salón de la Fama de la WWE)
- Kay Koplovitz (fundadora de USA Network)
- Linda McMahon (cofundadora de Titan Sports Inc.)
- Shane McMahon
- Stephanie McMahon (expresidenta de la WWE)
- Dave Meltzer (fundador y editor del Wrestling Observer Newsletter)
- Shawn Michaels (miembro del Salón de la Fama de la WWE)
- Phil Mushnick (columnista deportivo, New York Post)
- Bruce Prichard (director ejecutivo de la WWE)
- Cody Rhodes
- Wendi Richter (miembro del Salón de la Fama de la WWE)
- Dwayne «The Rock» Johnson (miembro de la junta directiva de TKO Group Holdings)
- Trish Stratus (miembro del Salón de la Fama de la WWE)
- Triple H (Director de Contenido de la WWE, Miembro del Salón de la Fama de la WWE)
- The Undertaker (miembro del Salón de la Fama de la WWE)

## Episodios
Fuente:
| N.º | Título            | Fecha de emisión original |
| --- | ----------------- | ------------------------- |
| 1 | «Junior»          | 25 de septiembre de 2024  |
| Vince McMahon habla sobre sus primeros años de vida, desde que conoció a su padre, Vincent J. McMahon, hasta que se involucró en la promoción de lucha libre profesional de su padre, la World Wide Wrestling Federation. Poco después de comprar la promoción a su padre, la rebautizó como World Wrestling Federation (WWF) y comenzó a promocionarla fuera de sus límites territoriales de los estados del noreste y a captar talentos de otras promociones. Hulk Hogan, quien fue despedido por McMahon Sr. por protagonizar Rocky III, fue traído nuevamente a la promoción para cumplir el sueño de McMahon Jr. de llevar la WWF a la corriente principal. |                   |                           |
| 2 | «Heat»            | 25 de septiembre de 2024  |
| El éxito de WrestleMania I, así como el estreno de Saturday Night's Main Event en la televisión abierta, obligó a los talentos de la WWF a trabajar sin parar. Antes de WrestleMania 2, Jesse Ventura intentó organizar un sindicato, que fue inmediatamente anulado después de que Hogan informara a McMahon de los planes de Ventura. En 1987, WrestleMania III atrajo una asistencia récord al Pontiac Silverdome y consolidó a Hogan como un nombre familiar en todo el mundo. A principios de la década de 1990, la popularidad de la WWF estaba en declive mientras McMahon y la promoción eran objeto de fuertes críticas por un escándalo de drogas y un escándalo sexual. Poco después de retirarse de la WWF para centrarse en la actuación, Hogan recibió un lucrativo contrato con Eric Bischoff para trabajar para World Championship Wrestling (WCW). |                   |                           |
| 3 | «Screwjob»        | 25 de septiembre de 2024  |
| Durante el juicio Estados Unidos contra McMahon, McMahon fue absuelto después de que el testimonio de Hogan declarara que nunca obligó a ningún luchador a usar esteroides. En medio de la disminución de las ventas de entradas y los bajos índices de audiencia, la WWF presentó una nueva generación de luchadores liderada por Bret Hart. Mientras tanto, WCW continuó atrayendo a extalentos de la WWF con contratos mejor pagados antes de competir directamente con la WWF en lo que se convertiría en la Monday Night Wars. El último día de Scott Hall y Kevin Nash con la WWF terminó con el «curtain call», en el que rompieron el kayfabe y abrazaron a sus rivales en el ring Shawn Michaels y Hunter Hearst Helmsley, lo que resultó en que McMahon suspendiera a Helmsley. Meses después, Hall y Nash ingresaron a la WCW y sorprendieron al mundo al formar la nWo con Hogan, lo que llevó a WCW Monday Nitro a vencer a WWF Monday Night Raw en los ratings durante 83 semanas consecutivas. McMahon permitió que Hart se fuera a la WCW, pero temiendo que se llevara el Campeonato de la WWF con él, orquestó la « Traición de Montreal» en Survivor Series 1997. |                   |                           |
| 4 | «Attitude»        | 25 de septiembre de 2024  |
| Después de la Traición de Montreal, McMahon tomó todo el odio generado por los fanáticos para crear su personaje de villano en pantalla, marcando el comienzo de la Attitude Era. Stone Cold Steve Austin, The Rock y D-Generation X se convirtieron en las principales atracciones de la WWF cuando la Attitude Era cambió el rumbo de la Monday Night War. En el evento PPV Over the Edge del 23 de mayo de 1999, Owen Hart estaba descendiendo de las vigas del estadio cuando su arnés falló, lo que provocó que cayera y muriera, mientras que McMahon fue criticado por dejar que el evento continuara. |                   |                           |
| 5 | «Family Business» | 25 de septiembre de 2024  |
| En el año 2000, WWF ya cotizaba en la Bolsa de Nueva York, mientras que WCW se tambaleaba en la guerra de ratings. En marzo de 2001, WWF compró WCW a AOL Time Warner por US$2 500 000, poniendo fin a la Monda Night War. Mientras tanto, McMahon colaboró con NBC para llevar la XFL a competir con la NFL, pero la liga de fútbol americano fue cancelada después de sólo una temporada. Un año después, McMahon perdió una demanda del Fondo Mundial para la Naturaleza por el uso del acrónimo WWF, lo que lo obligó a cambiar el nombre de la promoción a World Wrestling Entertainment (WWE). Ante la falta de competencia, la WWE vio un descenso en los ratings y la creatividad, con The Rock yéndose a seguir una carrera como actor y Austin abandonando la promoción. McMahon inició la Ruthless Aggression Era, que vio el ascenso de John Cena. En medio de numerosos desacuerdos comerciales con su padre, Shane McMahon abandonó la WWE en 2009 para dedicarse a sus propios negocios. |                   |                           |
| 6 | «The Finish»      | 25 de septiembre de 2024  |
| Tras su derrota ante Donald Trump (en el combate Bobby Lashley vs. Umaga) en WrestleMania 23 en 2007, McMahon retrató su muerte en un episodio de WWE Raw. Una semana después, la historia fue descartada debido al doble homicidio-suicidio de Chris Benoit, lo que una vez más puso a la WWE en alerta por presunto abuso de esteroides. El extalento de la WWE y neurocientífico Christopher Nowinski examinó el cerebro de Benoit y concluyó que sufría de encefalopatía traumática crónica (ETC), una enfermedad neurológica vinculada a conmociones cerebrales sufridas en el ring. Los hallazgos de Nowinski llevaron a la WWE a iniciar su política de bienestar y prohibir la mayoría de los ataques físicos a la cabeza, como los golpes con sillas. Para atraer más patrocinadores, la WWE redujo su nivel de violencia. A medida que la hija de McMahon, Stephanie, y su yerno, Triple H, se involucraban más en la producción, Shane regresó a la WWE en 2016. La WWE continuó prosperando con el lanzamiento de WWE Network, el acuerdo multimillonario con Peacock y un rápido aumento de sus acciones. En junio de 2022, McMahon renunció como presidente de la junta y director ejecutivo en medio de acusaciones de conducta sexual inapropiada y trata de personas, pero permaneció en la junta directiva. Regresó a la WWE como presidente en enero de 2023, tras la renuncia de Stephanie como codirectora ejecutiva. McMahon vendió la WWE a Endeavor, fusionando su promoción con UFC para formar TKO Group Holdings. En 2024, en medio de nuevas acusaciones de conducta sexual inapropiada, McMahon renunció una vez más y vendió acciones de TKO por valor de US$411,95 millones. También canceló su última entrevista para esta serie. |                   |                           |

## Temas
Uno de los temas centrales de la serie es una discusión sobre cuán cercano es Vince McMahon a «Mr. McMahon», el personaje que interpretó en la pantalla en la WWE. Aunque Vince McMahon insiste en que ambos son claramente diferentes, la gran mayoría de los entrevistados para la serie comentaron que sentían que eran uno y el mismo, o al menos que el personaje exageraba rasgos de personalidad ya presentes en la persona. Dave Meltzer de Wrestling Observer Newsletter sugirió que esto fue una fuente importante de frustración para McMahon al ver una proyección anticipada de la serie, y es lo que llevó a McMahon a denunciar la serie un día antes de su lanzamiento.

## Recepción
El 24 de septiembre, Vince McMahon emitió una declaración en Twitter, describiendo el documental como «engañoso» y afirmando que estaba engañando intencionalmente a los espectadores al crear confusión en torno a eventos clave. Según se informa, McMahon intentó comprar los derechos de Mr. McMahon para evitar su distribución, con el objetivo de garantizar que el documental no fuera visto ampliamente. Sin embargo, Netflix se negó y el documental siguió programado para su estreno. 
Escribiendo para The Wall Street Journal, John Anderson señaló que Phil Mushnick del New York Post describió a McMahon como un «sinvergüenza» y alienta a los espectadores a evaluar la descripción de sus escándalos. Anderson sugiere que Smith ofrece una representación relativamente honesta de McMahon, con ideas de figuras como Hulk Hogan y John Cena sobre su personalidad enigmática y los paralelismos entre la lucha libre y la política contemporánea.
El periodista de lucha libre Dave Meltzer, que participó en la serie, en general la elogió tras su lanzamiento, sintiendo que no contenía inexactitudes o adornos importantes aparte del relato de Hulk Hogan contra André the Giant en WrestleMania III. Sin embargo, Meltzer sintió que en el episodio 3 se debería haber dado más énfasis al hecho de que Bret Hart tenía el control creativo de su personaje en WWF, y que este era un aspecto importante para entender por qué la Traición de Montreal fue tan controvertida. Una exclusión que Meltzer observó fue que en el episodio 2, no se muestra que Linda McMahon recibió un aviso de que George Zahorian, quien estaba suministrando esteroides al vestuario de la WWF, estaba bajo investigación y, posteriormente, esa persona no fue contratada para ser médico del personal. Esto ayudó a Vince McMahon a evitar la condena en el juicio por esteroides.
Al escribir para la BBC, Manish Pandey y Riyah Collins observaron que si bien el documental de seis partes ofrece un «retrato bastante honesto» de la carrera de Vince McMahon, le cuesta ofrecer nuevas perspectivas, debido a su retirada de la filmación tras graves acusaciones. Destacaron la representación de McMahon en la película, su influencia en la industria de la lucha libre y las controversias dentro de la WWE, particularmente su representación de las mujeres durante la Era de la Actitud. También se destacó el tema del papel de McMahon como figura paterna dentro de la WWE.
Alex Reid de The Guardian calificó el documental con tres de cinco estrellas, elogiando su edición, investigación y descripción de la historia de la WWE, pero señalando que se sintió como una «oportunidad perdida» debido a la ausencia de figuras clave, incluida su falta de entrevistas con las mujeres que acusaron a McMahon de agresión sexual.
En el sitio web agregador de reseñas Rotten Tomatoes, Mr. McMahon tiene un índice de aprobación del 67 % basado en 12 reseñas, con una calificación promedio de 6,9/10. Metacritic, que utiliza una media ponderada, asignó una puntuación de 68 sobre 100 basándose en 6 críticos, lo que indica reseñas «generalmente favorables».